# Glitz
glitz (estilizado en minúsculas) es una biblioteca de composición de imágenes de OpenGL. glitz provee composicionamiento Porter/Duff de imágenes y una implícita generación de máscara para primitivas geométricas incluyendo trapezoides, triángulos y rectángulos.
Las semánticas de glitz están diseñadas para cumplir estrictamente las especificaciones de la Extensión de XRender. Glitz implementa no solo las propiedades de XRender como componentes alpha e imágenes, también propiedades adicionales como filtros de convolución y gradientes de colores, que no son actualmente parte de las especificaciones de XRender.
El rendimiento y las capacidades de glitz son muy dependientes del hardware gráfico. Glitz no provee de alguna clase de advertencia cuando el hardware gráfico es insuficiente. Sin embargo, glitz reportará si una operación requerida no puede ser ejecutada por el hardware gráfico, (hence making a higher level software layer responsible for appropriate actions). 
glitz puede ser usado como una capa independiente sobre OpenGL pero está también diseñado para actuar como un backend para Cairo, proveyéndolo con salida acelerada OpenGL.
glitz fue desarrollado como parte de una tesis de Master llamada "Composición de imágenes aceleradas por hardware usando OpenGL" por Peter Nilsson y David Reveman.